# Verordnung über Verdunstungskühlanlagen, Kühltürme und Nassabscheider
Die Verordnung über Verdunstungskühlanlagen, Kühltürme und Nassabscheider (42. BImSchV) ist eine Rechtsverordnung zum Bundes-Immissionsschutzgesetz. Sie regelt den Betrieb von Kühlanlagen, Kühltürmen und Nassabscheidern, die Wasser verwenden und dieses in Kontakt mit der Umgebungsluft bringen. Sie stützt sich in weiten Teilen auf die VDI-Richtlinien 2047 Blatt 2 und Blatt 3.
Anlass für die Verordnung sind mehrere Fälle von Legionellen in Deutschland, wie beispielsweise der Legionellose-Ausbruch in Warstein 2013. und einige Fälle in Bremen. Der Fall in Warstein war eine der größten Häufungen von Legionellosefällen weltweit: Es erkrankten 165 Menschen und zwei davon starben. Unter den bisher bekannten Häufungen dieser Infektion werden Legionellen in Kühltürmen, Rückkühlanlagen und Klimaanlagen als Ursache angegeben. Bereits im Januar 2014 hatte der VDI den Entwurf der Richtlinie VDI 2047 Blatt 2 vorgelegt, die den hygienegerechten Betrieb von Verdunstungskühlanlagen bis 200 MW thermischer Leistung beschreibt. Mit der Ausgabe des Weißdrucks dieser Richtlinie im Januar 2015 lag damit eine Veröffentlichung vor, der der Status einer allgemein anerkannten Regel der Technik zu unterstellen ist. Parallel zur Erarbeitung dieser Richtlinie wurde auf Anstoß zu einer Bundesratsinitiative seitens des Landes Nordrhein-Westfalen die 42. BImSchV entwickelt, zu der es 2014 einen ersten Entwurf gab.
2015/2016 gab es einige Fälle in Bremen. Dort waren 19 Menschen im November 2015 an Legionellen erkrankt, Anfang März 2016 wurden 17 weitere Fälle gemeldet.
Ein erster Referentenentwurf des Bundesumweltministeriums für die 42. BImSchV lag seit dem 19. Januar 2016 vor. Um die Verordnung möglichst bald verabschieden zu können, wurden 70 Fachvertreter zu einer Anhörung am 9. März 2016 eingeladen. Nach Angaben des Bundesumweltministerium sollte die Verordnung ursprünglich im Sommer 2016 in Kraft treten.
Am 22. März 2017 stimmte das Bundeskabinett der Verordnung zu. Am darauf folgenden Tag wurde der Regierungsentwurf dem Bundesrat zur Zustimmung übersendet.
Während des laufenden Gesetzgebungsverfahrens wurde seit 2016 an VDI 2047 Blatt 3 gearbeitet; diese Richtlinie befasst sich mit den Großanlagen (> 200 MW) und deckt damit die durch VDI 2047 Blatt 2 nicht erfassten Anlagen ab. Die Richtlinie ist im April 2018 veröffentlicht worden.
Die 42. BImSchV wurde am 2. Juni 2017 im Bundesrat verabschiedet und ist am 19. Juli 2017 im Bundesgesetzblatt verkündet worden. Einen Monat nach dieser Veröffentlichung ist sie in Kraft getreten. In der Begründung zu dieser Verordnung werden die beiden Richtlinien VDI 2047 und VDI 3679 (Nasswäscher) als maßgebend hinsichtlich des Stands der Technik genannt.
Die Verordnung sieht eine Anzeigepflicht für Anlagen innerhalb ihres Anwendungsbereichs vor. Betreiber sind zu regelmäßigen Probenahmen verpflichtet. Eine automatische Stilllegung von Anlagen im Fall der Überschreitung eines Maßnahmenwerts ist gemäß Verordnungstext nicht vorgesehen, die zuständigen Behörden können aber im Einzelfall mindestens eine vorübergehende Betriebseinstellung erwirken.